# 上田康太
上田 康太（うえだ こうた、1986年5月9日 - ）は、東京都青梅市出身の元プロサッカー選手。ポジションはミッドフィールダー（MF）。

## 来歴

### プロ入り前
小学生時代はヴェルディ川崎の下部組織である読売サッカークラブで、中学時代は柏レイソル下部組織でプレーしたが、高校からは磐田のユースチームに加入。3年次は当時トップチームの中心選手だった名波浩と同じ7番を背負いキャプテンを務め、トップ下や左サイドでもプレーをしていたが、基本ポジションは当時からミッドフィールダー（ボランチ）であった。

### ジュビロ磐田
2005年にジュビロ磐田のトップチームに昇格。翌2006年の夏からレギュラーに定着した。中盤の底やトップ下、更にはそのサイドチェンジ能力を買われて左サイドバックでの起用も多かった。北京五輪代表候補にも選出。彼を登用したアジウソン元監督からも「彼は将来の日本代表に欠かせない選手になる」と評価され、2010年のヤマザキナビスコカップ獲得にも貢献した。

### 大宮アルディージャ
2011年、磐田からの契約延長を断って獲得オファーのあった大宮アルディージャに完全移籍した。加入初年度は31試合に出場したが、翌2012年からは出場機会が激減した。

### ファジアーノ岡山
2014年3月、出場機会を求めファジアーノ岡山へ期限付き移籍。新天地ではレギュラーの確保に成功し、35試合に出場した。

### ジュビロ磐田復帰
2014年12月29日に2015年より5年ぶりにジュビロ磐田へ復帰することが発表された。背番号はユース時代と同じ7番 で、ゲームキャプテンを担当している。同年5月9日に行われた水戸ホーリーホック戦で磐田復帰後初ゴールとなるバースデーゴールを挙げた。また、磐田の選手としての得点は1701日ぶりとなった。2015年シーズンは36試合に出場し、ジュビロのJ1昇格へ貢献した。
2016年シーズンは控えにまわる事が多かったが、J1-2nd最終節・ベガルタ仙台戦の前半4分、FKからシーズン初得点を挙げた。自身の得点が決勝点となり、磐田をJ1残留に導いた。この得点は「相手GKとほとんど駆け引きすることなく自分の間合いで蹴り込んだゴール」「ボールのスピード、コース、パワー、どれをとっても完璧であり、まさにお手本ともいえるフリーキック」と評価され、11月度の月間ベストゴールを受賞。2017年シーズンも控えが多かったが、J1第9節・北海道コンサドーレ札幌戦では、今シーズン磐田に加入したFKの名手である中村俊輔がシーズン初の欠場となったが、後半20分に自身のFKがゴール左上に吸い込まれ、同点弾を挙げた。

### ファジアーノ岡山復帰
2018年シーズンから完全移籍でファジアーノ岡山へ復帰する事になった。3シーズンにわたってレギュラーを務めたが、2020シーズン終了後に契約満了による退団が発表された。

### 栃木SC
2020年12月31日、栃木SCへ加入。2021年シーズン終了後、契約満了により退団した。

### クリアソン新宿
2022年1月3日、JFLに所属するクリアソン新宿へ加入した。
2023年11月10日に、2023シーズンをもって現役を引退することが発表された。

## 所属クラブ
- 1993年 - 1998年 読売サッカークラブ
- 1999年 - 2001年 柏レイソル青梅ジュニアユース
- 2002年 - 2004年 ジュビロ磐田ユース (磐田東高等学校)
- 2005年 - 2010年  ジュビロ磐田
- 2011年 - 2014年  大宮アルディージャ
  - 2014年3月 - 同年12月  ファジアーノ岡山 (期限付き移籍)
- 2015年 - 2017年  ジュビロ磐田
- 2018年 - 2020年  ファジアーノ岡山
- 2021年  栃木SC
- 2022年 - 2023年  クリアソン新宿

## 個人成績
| 国内大会個人成績 | 国内大会個人成績 | 国内大会個人成績 | 国内大会個人成績 | 国内大会個人成績 | 国内大会個人成績 | 国内大会個人成績 | 国内大会個人成績 | 国内大会個人成績 | 国内大会個人成績 | 国内大会個人成績 | 国内大会個人成績 |
| 年度             | クラブ           | 背番号           | リーグ           | リーグ戦         | リーグ戦         | リーグ杯         | リーグ杯         | オープン杯       | オープン杯       | 期間通算         | 期間通算         |
| 年度             | クラブ           | 背番号           | リーグ           | 出場             | 得点             | 出場             | 得点             | 出場             | 得点             | 出場             | 得点             |
| 日本             | 日本             | 日本             | 日本             | リーグ戦         | リーグ戦         | リーグ杯         | リーグ杯         | 天皇杯           | 天皇杯           | 期間通算         | 期間通算         |
| ---------------- | ---------------- | ---------------- | ---------------- | ---------------- | ---------------- | ---------------- | ---------------- | ---------------- | ---------------- | ---------------- | ---------------- |
| 2005             | 磐田             | 33               | J1               | 0                | 0                | 0                | 0                | 0                | 0                | 0                | 0                |
| 2006             | 磐田             | 27               | J1               | 20               | 2                | 0                | 0                | 3                | 0                | 23               | 2                |
| 2007             | 磐田             | 27               | J1               | 31               | 3                | 5                | 1                | 2                | 0                | 38               | 4                |
| 2008             | 磐田             | 27               | J1               | 25               | 1                | 4                | 0                | 0                | 0                | 29               | 1                |
| 2009             | 磐田             | 27               | J1               | 16               | 0                | 2                | 0                | 2                | 0                | 20               | 0                |
| 2010             | 磐田             | 27               | J1               | 26               | 1                | 10               | 1                | 2                | 0                | 38               | 2                |
| 2011             | 大宮             | 17               | J1               | 31               | 1                | 2                | 0                | 1                | 1                | 34               | 2                |
| 2012             | 大宮             | 7                | J1               | 12               | 0                | 4                | 0                | 3                | 0                | 19               | 0                |
| 2013             | 大宮             | 7                | J1               | 11               | 0                | 6                | 0                | 2                | 0                | 19               | 0                |
| 2014             | 大宮             | 7                | J1               | 0                | 0                | -                | -                | -                | -                | 0                | 0                |
| 2014             | 岡山             | 50               | J2               | 35               | 2                | -                | -                | 0                | 0                | 35               | 2                |
| 2015             | 磐田             | 7                | J2               | 36               | 2                | -                | -                | 0                | 0                | 36               | 2                |
| 2016             | 磐田             | 7                | J1               | 18               | 1                | 5                | 0                | 1                | 0                | 24               | 1                |
| 2017             | 磐田             | 7                | J1               | 13               | 1                | 5                | 0                | 4                | 1                | 22               | 2                |
| 2018             | 岡山             | 14               | J2               | 40               | 3                | -                | -                | 0                | 0                | 40               | 3                |
| 2019             | 岡山             | 14               | J2               | 31               | 4                | -                | -                | 0                | 0                | 31               | 4                |
| 2020             | 岡山             | 14               | J2               | 41               | 4                | -                | -                | -                | -                | 41               | 4                |
| 2021             | 栃木             | 37               | J2               | 11               | 0                | -                | -                | 2                | 0                | 13               | 0                |
| 2022             | 新宿             | 10               | JFL              | 27               | 1                | -                | -                | -                | -                | 27               | 1                |
| 2023             | 新宿             | 10               | JFL              | 19               | 1                | -                | -                | 1                | 0                | 20               | 1                |
| 通算             | 日本             | 日本             | J1               | 203              | 10               | 43               | 2                | 20               | 2                | 266              | 14               |
| 通算             | 日本             | 日本             | J2               | 194              | 15               | -                | -                | 2                | 0                | 196              | 15               |
| 通算             | 日本             | 日本             | JFL              | 46               | 2                | -                | -                | 1                | 0                | 47               | 2                |
| 総通算           | 総通算           | 総通算           | 総通算           | 443              | 27               | 43               | 2                | 23               | 2                | 509              | 31               |

| 国際大会個人成績 | 国際大会個人成績 | 国際大会個人成績 | 国際大会個人成績 | 国際大会個人成績 |
| 年度             | クラブ           | 背番号           | 出場             | 得点             |
| AFC              | AFC              | AFC              | ACL              | ACL              |
| ---------------- | ---------------- | ---------------- | ---------------- | ---------------- |
| 2004             | 磐田             | 32               | 1                | 0                |
| 通算             | AFC              | AFC              | 1                | 0                |

- 2004年はユース所属
- 2004年5月19日 - 公式戦初出場(AFCチャンピオンズリーグ) BECテロ・サーサナ戦 <タイ>(タイ・バンコク) (※当時はユース在籍)
- 2006年7月26日 - プロ初出場(Jリーグ) - 横浜F・マリノス戦 (ヤマハスタジアム)
- 2006年8月30日 - プロ初ゴール(Jリーグ) - サンフレッチェ広島戦 (広島ビッグアーチ)

## タイトル
個人
- Jリーグ月間MVP (2014年7月)
- 月間ベストゴール (2016年11月)

## 代表歴
- 2008年北京オリンピックのサッカー競技・アジア予選 (2007年)
- 北京オリンピック（2008年）バックアップメンバー

## 出演

### ミュージック・ビデオ
- USAGI「君の風になって」（2015年）